# Henry Hansen
Henry Peter Christian Hansen (ur. 16 marca 1902 w Kopenhadze, zm. 28 marca 1985 w Gentofte) – duński kolarz szosowy, trzykrotny medalista olimpijski oraz mistrz świata.

## Kariera
Największe sukcesy w karierze Henry Hansen osiągnął w 1928 roku, kiedy zdobył dwa złote medale podczas igrzysk olimpijskich w Amsterdamie. Wspólnie z Leo Nielsenem i Orlą Jørgensenem zwyciężył w indywidualnej jeździe na czas. Hansen zwyciężył również w rywalizacji indywidualnej, wyprzedzając Brytyjczyka Franka Southalla oraz Szweda Göstę Carlssona. Na rozgrywanych cztery lata później igrzyskach w Los Angeles razem z Frode Sørensenem i Leo Nielsenem zdobył drużynowo srebrny medal. W 1931 roku wystartował na mistrzostwach świata w Kopenhadze, gdzie zdobył złoty medal w wyścigu ze startu wspólnego amatorów. W tej samej konkurencji siedmiokrotnie zdobywał mistrzostwo Danii (1921, 1923, 1925, 1926, 1927, 1929 i 1930). Ponadto kilkakrotne zdobywał medale mistrzostw krajów nordyckich, w tym sześć złotych (dwa drużynowo i cztery indywidualnie).

## Zwycięstwa
- 1928 – dwukrotne mistrzostwo olimpijskie (indywidualnie i drużynowo)
- 1931 – mistrzostwo świata amatorów ze startu wspólnego
- 1932 – wicemistrzostwo olimpijskie